# تشارلز جوردن (لاعب كرة قدم أمريكية)
تشارلز جوردن (بالإنجليزية: Charles Jordan)‏ هو لاعب كرة قدم أمريكية أمريكي، ولد في 9 أكتوبر 1969 في لوس أنجلوس في الولايات المتحدة.

## وصلات خارجية
- تشارلز جوردن على موقع مرجع كرة القدم المحترفة.كوم (الإنجليزية)